# هنري إل. بيرس
هنري إل. بيرس (بالإنجليزية: Henry L. Pierce)‏ هو سياسي أمريكي، ولد في 23 أغسطس 1825 في الولايات المتحدة، وتوفي في 17 ديسمبر 1896 في نفس البلد. حزبياً، نشط في الحزب الجمهوري. وقد انتخب عضو مجلس نواب ماساتشوستس وانتخب عضو مجلس النواب الأمريكي.